# Ängskulla metrostation
Ängskulla (finska: Niittykumpu) är en metrostation inom Helsingfors metro som togs i bruk år 2017. 
Stationen är en del av ett affärscentrum i stadsdelen Ängskulla i Esbo och väggarna är dekorerade med Mari Rantanens verk Sommaräng i rött och grönt målat på 60×60 centimeters metallplattor. Färgerna  är inspirerade av  
rallarrosens och gräsets färger.